# Bougie de Tizi Ouzou
 (mai 2019).
Si vous disposez d'ouvrages ou d'articles de référence ou si vous connaissez des sites web de qualité traitant du thème abordé ici, merci de compléter l'article en donnant les références utiles à sa vérifiabilité et en les liant à la section « Notes et références ».
Pour les articles homonymes, voir Monument des Martyrs.
La Bougie de Tizi Ouzou est un monument régional de la Kabylie dédié aux victimes (martyrs dans l'historiographie algérienne) de la guerre d'Algérie, dans la région (wilaya) de Tizi Ouzou. Le monument représente une bougie ornée de bas-reliefs sculptés par Bâaziz Hammache et représentant l'époque coloniale française (1830-1962). Il été inauguré par le Premier ministre algérien Abdelmalek Sellal, le 5 juillet 2013.